# Another Disc, Another Dollar
Another Disc, Another Dollar es el segundo y final EP de la banda neozelandésa The Stones, lanzado en 1983 por Flying Nun Records.

## Lista de canciones
Lado A
1. Gunner Ho
2. Funky Conversations
3. At The Cafe

Lado B
1. Fad World
2. Final Days

## Personal
- Jeff Batts (bajo, voz)
- Graeme Anderson (batería, órgano)
- Wayne Elsey (guitarra, voz)